# 광택

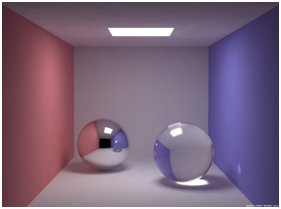
광택 반사

광택(光澤, gloss)은 정반사(거울과 비슷한) 방향으로 표면이 빛을 얼마나 잘 반사하는지를 가늠하는 광학적 속성이다.
광택은 표면색에 공존하여 나타난다. 물체 표면이 매우 반들반들할 경우에는 거울 면과 같은 정반사(正反射)를 하고, 조면(粗面)이 될수록 난반사(亂反射)가 된다. 따라서 일반적으로 광택도(光澤度)는 경면(鏡面)의 반사를 기준으로 그 비율로 드러나게 된다. 그러나 겉보기의 윤택감에는 한마디로 설명하기 곤란한 것도 있다. 그러나 광택은 빛깔의 속성과 동류(同類)의 것은 아니어서 심리적으로는 '지각(知覺)'으로서 취급되고 있다.

## 같이 보기
- 광택 (광물학)